# Piper melastomoides
Piper melastomoides là một loài thực vật có hoa trong họ Hồ tiêu. Loài này được Schltdl. & Cham. miêu tả khoa học đầu tiên năm 1830.